# Blauw-Wit in het seizoen 1958/59
Het seizoen 1958/1959 was het vijfde jaar in het bestaan van de Amsterdamse betaaldvoetbalclub Blauw-Wit. De club kwam uit in de Eredivisie en eindigde daarin op de 14e plaats. Tevens deed de club mee aan het toernooi om de KNVB Beker, hierin werd in de eerste ronde, na verlenging, verloren van Watergraafsmeer (0–1).

## Wedstrijdstatistieken

### Eredivisie
|       | ADO   | Ajax  | DOS   | DWS/A | Elinkwijk | Sportclub Enschede | Feijenoord | Fortuna '54 | MVV   | NAC   | NOAD  | PSV   | Rapid JC | SHS   | Sparta | VVV   | Willem II |
| ----- | ----- | ----- | ----- | ----- | --------- | ------------------ | ---------- | ----------- | ----- | ----- | ----- | ----- | -------- | ----- | ------ | ----- | --------- |
| Thuis | 1 – 1 | 1 – 0 | 1 – 1 | 1 – 3 | 0 – 0     | 0 – 3              | 2 – 2      | 1 – 0       | 0 – 0 | 4 – 2 | 5 – 1 | 0 – 2 | 1 – 2    | 2 – 3 | 1 – 1  | 5 – 2 | 6 – 2     |
| Uit   | 1 – 2 | 4 – 2 | 7 – 3 | 2 – 2 | 3 – 0     | 2 – 1              | 5 – 1      | 2 – 2       | 4 – 2 | 3 – 0 | 1 – 4 | 5 – 4 | 3 – 1    | 1 – 3 | 2 – 1  | 6 – 2 | 3 – 1     |

### KNVB Beker
| 1e ronde                                           | Blauw-Wit | 0 – 1 Na verlenging | Watergraafsmeer  |
| 1 januari 1959 Plaats: Amsterdam Olympisch Stadion |           |                     | 93' Eddie Drewes |

## Statistieken Blauw-Wit 1958/1959

### Eindstand Blauw-Wit in de Nederlandse Eredivisie 1958 / 1959
| Stand | Gespeeld | Gewonnen | Gelijk | Verloren | Punten | Doelpunten voor | Doelpunten tegen |
| ----- | -------- | -------- | ------ | -------- | ------ | --------------- | ---------------- |
| 14e   | 34       | 9        | 8      | 17       | 26     | 62              | 79               |

### Topscorers
| #                 | Naam              | Goal |
| ----------------- | ----------------- | ---- |
| 1.                | Arie van den Berg | 14   |
| 2.                | Erwin Sparendam   | 9    |
| 3.                | Jan Dahrs         | 8    |
| 4.                | Dries Mul         | 7    |
| 5.                | Herman Koers      | 6    |
| 6.                | Bram Haverkamp    | 4    |
| 7.                | Kees Noomen       | 3    |
| 7.                | Huib Plemper      | 3    |
| 9.                | Nico Engelander   | 2    |
| 9.                | Anton Goedhart    | 2    |
| 11.               | Jan Royé          | 1    |
| 11.               | Henk Stikkelman   | 1    |
| 11.               | Rob Uytermerk     | 1    |
| Onbekend doelpunt |                   |      |
| –                 | Onbekend          | 1    |
| Totaal            | Totaal            | 62   |

| #      | Naam        | Goal |
| ------ | ----------- | ---- |
| –      | Geen speler | 0    |
| Totaal | Totaal      | 0    |

## Voetnoten
ADO ·
Ajax ·
Blauw-Wit ·
DOS ·
DWS/A ·
Elinkwijk ·
Sportclub Enschede ·
Feijenoord ·
Fortuna '54 ·
MVV ·
NAC ·
NOAD ·
PSV ·
Rapid JC ·
SHS ·
Sparta ·
VVV ·
Willem II